# 刚果共产党
刚果共产党（法語：Parti Communiste Congolais，缩写为P.C.CO）是刚果民主共和国的一个共产主义政党。该党成立于2009年11月26日。该党的意识形态是共产主义、马克思列宁主义。该党的总书记是西尔维尔·博萨瓦·伊塞孔贝。该党的总部位于金沙萨。该党宣称其目标是“实现社会主义，正如马克思、克瓦米·恩克鲁玛、切·格瓦拉和菲德尔·卡斯特罗所构思和实施的那样。”该党曾在2011年支持约瑟夫·卡比拉竞选总统。该党是世界反帝国主义纲领的成员。该党曾派代表参加国际共产主义研讨会。